# Les Écrennes
Les Écrennes település Franciaországban, Seine-et-Marne megyében. Lakosainak száma 619 fő (2022. január 1.). Les Écrennes Pamfou, Valence-en-Brie, La Chapelle-Gauthier, Le Châtelet-en-Brie, Échouboulains és Fontenailles községekkel határos.

## Népesség
A település népességének változása:
| Lakosok száma | 597  | 596  | 607  | 604  | 606  | 599  | 602  | 610  | 619  |
|               | 2013 | 2015 | 2016 | 2017 | 2018 | 2019 | 2020 | 2021 | 2022 |